# 顆突裸南極魚
顆突裸南極魚，為輻鰭魚綱鱸形目南極魚亞目棘劫魚科的其中一種，分布於南冰洋的凱爾蓋朗群島和克羅澤群島海域，棲息深度可達91公尺，體長可達8.2公分，為底棲性魚類，屬肉食性，以小型甲殼類為食。

## 擴展閱讀
維基物種上的相關：顆突裸南極魚